# António Alberto Bastos Pimparel
António Alberto Bastos Pimparel vagy egyszerűen Beto (Lisszabon, 1982. május 1. –) visszavonult portugál labdarúgó. Posztját tekintve kapus.

## Klubkarrierje
A Sporting CP csapatába nevelkedett, de a felnőtt keretbe csak egy szezonig tartozott, többnyire a tartalékoknál szerepelt. Kölcsönben a Casa Pia csapatánál is szerepelt, ahol kezdő játékos volt.
Ezután a  GD Chaves és Marco FC csapatainál szerepelt a másodosztályban. A Leixőes együttesében sikeresen feljutottak az első osztályba.
2009 márciusában 750 000 euróért a FC Porto együttesébe igazolt, négy évre. Többnyire csak a kispadon foglalt helyet, mivel az első számú kapus, Hélton kirobbanthatatlan volt a kapuból. 2011. május 22-én a portugál kupa döntőjében tizenegyest hárított.

## Válogatott
2009. június 10-én debütált az Észt labdarúgó-válogatott elleni 0-0-ra végződő mérkőzésen a felnőtt válogatottban.
Az egykori válogatott edzője, Carlos Queiroz nevezte a 2010-es labdarúgó-világbajnokságra utazó keretbe, de mérkőzésen nem lépett pályára. Paulo Bento is nevezte a 2012-es labdarúgó-Európa-bajnokságra utazó keretbe.

## Statisztika
| Klub             | Szezon           | Bajnokság | Bajnokság | Kupa     | Kupa  | Nemzetközi | Nemzetközi | Összesen | Összesen | Összesen |
| Klub             | Szezon           | Mérkőzés  | Gólok     | Mérkőzés | Gólok | Mérkőzés   | Gólok      | Mérkőzés | Gólok    |          |
| ---------------- | ---------------- | --------- | --------- | -------- | ----- | ---------- | ---------- | -------- | -------- | -------- |
| Sporting B       | 2000–01          | 4         | 0         | 0        | 0     | 0          | 0          | 4        | 0        |          |
| Sporting B       | 2001–02          | 21        | 0         | 0        | 0     | 0          | 0          | 21       | 0        |          |
| Sporting B       | Összesen         | 25        | 0         | 0        | 0     | 0          | 0          | 25       | 0        |          |
| Casa Pia         |                  |           |           |          |       |            |            |          |          |          |
| 2002–03          | 38               | 0         | 0         | 0        | 0     | 0          | 38         | 0        |          |          |
| Összesen         | 38               | 0         | 0         | 0        | 0     | 0          | 38         | 0        |          |          |
| Sporting B       | 2003–04          | 37        | 0         | 0        | 0     | 0          | 0          | 37       | 0        |          |
| Sporting B       | Összesen         | 37        | 0         | 0        | 0     | 0          | 0          | 37       | 0        |          |
| Chaves           | 2004–05          | 0         | 0         | 0        | 0     | 0          | 0          | 0        | 0        |          |
| Chaves           | Összesen         | 0         | 0         | 0        | 0     | 0          | 0          | 0        | 0        |          |
| Marco            | 2005–06          | 27        | 0         | 0        | 0     | 0          | 0          | 27       | 0        |          |
| Marco            | Összesen         | 27        | 0         | 0        | 0     | 0          | 0          | 27       | 0        |          |
| Leixőes          | 2006–07          | 28        | 0         | 3        | 0     | 0          | 0          | 31       | 0        |          |
| Leixőes          | 2007–08          | 25        | 0         | 4        | 0     | 0          | 0          | 29       | 0        |          |
| Leixőes          | 2008–09          | 30        | 0         | 4        | 0     | 0          | 0          | 34       | 0        |          |
| Leixőes          | Összesen         | 83        | 0         | 11       | 0     | 0          | 0          | 94       | 0        |          |
| Porto            | 2009–10          | 6         | 0         | 6        | 0     | 1          | 0          | 13       | 0        |          |
| Porto            | 2010–11          | 0         | 0         | 1        | 0     | 1          | 0          | 2        | 0        |          |
| Porto            | Összesen         | 6         | 0         | 7        | 0     | 2          | 0          | 15       | 0        |          |
| Karrier összesen | Karrier összesen | 216       | 0         | 18       | 0     | 2          | 0          | 236      | 0        |          |

## Sikerei, díjai
Leixőes
- Portugál másodosztály: 1

2006–07
Porto
- Portugál bajnok: 1

2010-2011
- Portugál Kupa: 2

2009-2010, 2010-2011
- Portugál szuperkupa: 2

2009, 2010
- Európa-liga: 1

2010-2011
CFR Cluj
- Román bajnok: 1

2011–2012
Sevilla
- Európa-liga: 3

2013-2014, 2014-15, 2015-16